# 昂日库尔
昂日库尔（法語：Angicourt，法語發音：[ɑ̃ʒikuʁ]）是法国瓦兹省的一个市镇，位于该省中部偏南，属于克莱蒙区。

## 地理
昂日库尔（49°18'43"N, 2°30'13"E）面积4.96 平方千米，位于法国上法蘭西大區瓦兹省，该省份为法国北部内陆省份，北起索姆省，西接厄尔省和滨海塞纳省，南至塞纳-马恩省和瓦兹河谷省，东临埃纳省。
与昂日库尔接壤的市镇（或旧市镇、城区）包括：韦尔德罗讷、桑克、莫涅维尔、蒙希圣埃卢瓦、里约、罗苏瓦、维莱圣保罗。

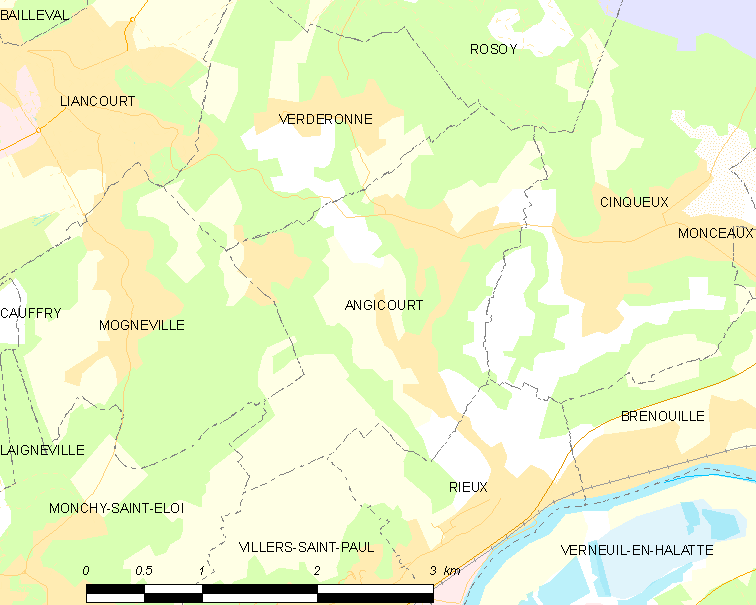
昂日库尔的OSM定位图

昂日库尔的时区为UTC+01:00、UTC+02:00（夏令时）。

## 行政
昂日库尔的邮政编码为60940，INSEE市镇编码为60013。

## 政治
昂日库尔所属的省级选区为蓬圣马克桑斯县。

## 人口

1962-2008年间昂日库尔人口变化图示

昂日库尔于2022年1月1日时的人口数量为1335人。